# Klaus-Gunther Wesseling
Klaus-Gunther Wesseling (1961) è un teologo e presbitero tedesco.
Fu il redattore di più di 200 voci del Biographisch-Bibliographisches Kirchenlexikon e curò una bibliografia di Walter Benjamin.

## Biografia
Wesseling studiò teologia protestante a Magonza e prestò servizio pastorale per la Chiesa evangelica dell'Assia e Nassau, nelle scuole di tale regione. Dal 1989 al 1996 fu parroco di Bermbach e Heftrich, distretto di Idstein. Successivamente, fu parroco presso la Scuola "Pestalozzi" di Idstein.
Fu il redattore di più di 200 voci del Biographisch-Bibliographisches Kirchenlexikon e curò una bibliografia di Walter Benjamin.

## Opere
- Walter Benjamin: Eine Bibliographie. Bautz, Nordhausen 2003 ISBN 3-88309-139-1.
- Anmerkungen zur Bildebene des Gleichnisses vom ungerechten Verwalter (Lk 16,1ff). In: Luise und Willy Schottroff (Hrsg.): Die Auslegung Gottes durch Jesus. Festschrift für Herbert Braun zum 80. Geburtstag. Mainz 1983, pp. 116–141.
- Mutmaßungen über den Anlaß des Martyriums von Ignatius von Antiochien. In: VigChr. vo. 40, 1986, pp. 105–117.
- Erwägungen zum geschichtlichen Ort der Apologie des Aristides. In: Zeitschrift für Kirchengeschichte. vol. 97, 1986, pp. 163–188.
- Klaus-Gunther Wesseling verfasste zahlreiche Artikel im Biographisch-Bibliographischen Kirchenlexikon (BBKL)